# 발더스 게이트 (비디오 게임)
《발더스 게이트》(Baldur's Gate)는 바이오웨어가 개발하고 인터플레이 엔터테인먼트가 발행한 1998년 판타지 컴퓨터 롤플레잉 게임이다. 《발더스 게이트》 시리즈의 첫 작품으로, 하이 판타지 캠페인 세계관인 포가튼 렐름이 무대로 《어드밴스드 던전 앤 드래곤》 세컨드 에디션의 변형판을 사용한 것이 특징이다. 그래픽에 있어서 인피니티 엔진을 사용한 첫 번째 게임으로, 이후 《아이스윈드 데일》 시리즈같은 인터플레이가 발매한 포가튼 렐름 기반 게임들과 《플레인스케이프: 토먼트》같은 타 《던전 앤 드래곤》 기반 게임들에 사용됐다.
타임 오브 트러블의 혼란스러운 시기에 플레이어 캐릭터가 성장해 나아가는 과정을 따라가며 이야기가 전개되고, 대화와 전투를 통한 캐릭터의 발전에 중점을 두고 있다. 오프닝에 나오는 니체의 말처럼, 게임에서는 플레이어 캐릭터가 어떤 가치관에 따른 선택을 했는지에 따라 보상이 주어지게 된다.
출시 직후 극찬을 받았으며 이후 컴퓨터 롤플레잉 게임을 부흥시킨 작품으로 평가받았다. 1999년에 확장팩 《발더스 게이트: 테일즈 오브 더 소드 코스트》가 발매됐으며 2000년에는 후속작 《발더스 게이트 II: 섀도우 오브 암》이 출시됐다. 2013년에는 향상된 인피니티 엔진을 사용한 빔독의 리메이크 《발더스 게이트: 인핸스드 에디션》이 출시됐다.

## 개요

### 게임 플레이
이 게임은 어드밴스트 던전 앤 드래곤 2판 규칙을 사용하는 포가튼 렐름 캠페인 설정의 사용허가를 받아서 만들어진 것이지만, 실시간 게임 진행을 위해서 규칙의 다양한 요소들이 변형됐다. 각 캐릭터는 실시간으로 계속 움직이지만, 언제든지 잠시 진행을 멈출 수 있으며, 자동 정지 기능을 사용해서 턴제 게임처럼 즐길 수도 있다. 게임은 일곱 개의 장으로 나뉘어 있으며, 각 장의 사이에는 음성으로 소개되는 막간의 해설이 들어가 있다. 모든 챕터에서 월드맵을 자유롭게 탐험할 수 있지만, 몇몇 지역은 플레이어 캐릭터가 게임의 특정한 지점까지 진행하기 전에는 들어갈 수 없는 곳도 있다. 플레이어는 동료도 없고 장비도 제대로 갖추지 못한 허약한 캐릭터로 시작하지만, 게임을 진행함에 따라 더 강력한 무기와 방어구, 주문을 얻게 되며, 플레이어 캐릭터를 포함해 최대 6 명의 파티를 구성할 수도 있다. 퀘스트를 수행하고 몬스터를 죽임으로써 얻는 경험치를 사용해, 플레이어 캐릭터나 파티원들의 능력을 강화시킬 수 있다.

### 설정
씨 오브 소드(Sea of Swords)를 따라 놓인 페이룬 서쪽 해안에는 다양한 생태 환경과 산, 숲, 늪, 습지, 평원, 도시 그리고 유적이 널려 있는 지형을 가진 지역이 있다. 모든 모험가들을 유혹하는 이 지역을 통틀어서 소드 코스트라고 부르며, 여기가 바로 이 서사적이고 장대한 모험의 배경이 되는 곳이다. 게임에 구현된 지역은 남쪽으로는 클라우드 픽스, 동쪽으로는 우드 오브 샤프 티스, 서쪽으로는 씨 오브 소드, 그리고 북쪽으로는 발더스 게이트(근방에서 가장 크고 부유한 도시)까지 펼쳐져 있다. 플레이어 캐릭터는 시골길을 따라 여행하며, 마을, 던전, 광산, 숲, 성의 유적, 그리고 발더스 게이트와 같은 다양한 곳을 탐험한다. 주된 줄거리는 플레이어 캐릭터가 음모를 조사하고, 젠타림, 레드 워저즈 오브 테이, 아이언 쓰론, 플래이밍 피스트, 더 칠, 더 블랙 탤런즈, 하퍼즈와 같은 조직들의 비밀스런 음모에 맞서면서, 플레이어 캐릭터 자신의 뿌리를 찾아가는 이야기이다.

### 캐릭터
NPC들과는 별도로, 《발더스 게이트》에는 공식 포가튼 렐름 캠페인 설정의 유명한 캐릭터들이 여럿 등장한다.
| 이름                               | 종족   | 클래스              | 가치관    | 성우                        |
| ---------------------------------- | ------ | ------------------- | --------- | --------------------------- |
| 캐덜리 보냐듀스(Cadderly Bonaduce) | 인간   | 데네이르의 프리스트 | 중도 선   | 해밀턴 캠프(Hamilton Camp)  |
| 엘민스터(Elminster)                | 인간   | 메이지              | 혼돈 선   | 프랭크 웰커(Frank Welker)   |
| 드리즈트 도어덴(Drizzt Do'Urden)   | 드로우 | 레인저              | 혼돈 선   | 제프 베넷(Jeff Bennett)     |
| 벨트 대공작(Duke Belt)             | 인간   | 파이터              | 혼돈 중립 | 브라이언 조지(Brian George) |
| 엘탄 대공작(Duke Eltan)            | 인간   | 파이터              | 질서 중립 | 프랭크 웰커(Frank Welker)   |
| 리아 자네스(Liia Jannath)          | 인간   | 메이지              | 질서 선   | 제니퍼 헤일(Jennifer Hale)  |
| 엔탈 실버실드(Entar Silvershield)  | 인간   | 파이터              | 질서 선   | 그렉 버거(Gregg Berger)     |
| 켈다스 옴리어(Kelddath Ormlyr)     | 인간   | 라센더의 프리스트   | 중도 선   | ?                           |
| 테스토릴(Tethoril)                 | 인간   | 미스트라의 프리스트 | 질서 선   | 해밀턴 캠프(Hamilton Camp)  |
| 살란티어(Thalantyr)                | 인간   | 컨저러              | 중도 선   | 얼 보엔(Earl Boen)          |
| 울라운트(Ulraunt)                  | 인간   | 메이지              | 질서 중립 | ?                           |
| 볼로댐프 게담(Volothamp Geddarm)   | 인간   | 바드                | 중도 선   | 롭 폴슨(Rob Paulsen)        |

### 발더스 게이트 시리즈
《발더스 게이트》는 발더스 게이트 시리즈의 네 작품 중 첫 번째 작품이다. 발매 직후 확장팩 《발더스 게이트: 테일즈 오브 더 소드 코스트》(Baldur's Gate: Tales of the Sword Coast, 1999)가 발매되었으며, 후속작 《발더스 게이트 II: 섀도우 오브 암》(Baldur's Gate II: Shadows of Amn, 2000)과 확장팩 《발더스 게이트 II: 쓰론 오브 바알》(Baldur's Gate II: Throne of Bhaal, 2001)이 출시되었다. 오리지널 게임과 확장팩을 담고 있는 CD-ROM 3 장 분량의 《발더스 게이트: 디 오리지널 사가》(Baldur's Gate: The Original Saga)가 2002년에 출시되었다.
세가는 게임을 드림캐스트로 포팅하려는 계획을 세웠었지만 취소되었다. 플레이스테이션으로의 포팅 역시 개발에 들어갔었지만, 드림캐스트판과 마찬가지로 취소되었다.
최근 아타리는 《발더스 게이트》, 《발더스 게이트: 테일즈 오브 더 소드 코스트》, 《발더스 게이트 II: 섀도우 오브 암》, 《발더스 게이트 II: 쓰론 오브 바알》의 네 가지 게임을 본편들은 DVD-ROM에, 확장팩들은 CD-ROM에 나눠 담은 《발더스 게이트 4 in 1 박스셋》(Baldur's Gate 4 in 1 Boxset)을 발매하였다.

## 줄거리

### 프롤로그
| “ | 괴물과 싸우는 사람은 그 스스로도 괴물이 되지 않도록 조심해야 한다... 그대가 오랫동안 심연을 들여다 볼 때, 심연 역시 그대를 들여다 보고 있으니... | ” |
|   | — 프리드리히 니체, 《선악을 넘어서》 |   |

플레이어 캐릭터와 이모엔은 그들의 보호자인 메이지 고라이온의 보호를 받으며 어렸을 때부터 함께 자란 친구 사이이다. 그들은 고아였기 때문에, 발더스 게이트의 남쪽 지방에 있는 고대의 요새를 개조한 도서관인 캔들킵에서 양육되었다. 그러나 행복했던 시절은 끝나고, 소드 코스트에 이상한 일들이 일어나기 시작한다. 철 생산이 사실상 중단되고, 그나마 생산된 강철은 순식간에 부스러져 버렸다. 산적들은 다른 어떤 보물보다도 철을 찾기 위해서 혈안이 되어 사방팔방을 뒤지고 다녔다. 그러나 무엇보다도 가장 이상한 일은, 캔들킵의 견고한 성벽 안에 플레이어 캐릭터의 목숨을 노리는 용병들이 있다는 것이었다. 고라이온은 무슨 일이 벌어지고 있는지 알고 있었지만, 플레이어 캐릭터에게는 아무 말도 해 주지 않았다. 그는 그 대신 플레이어 캐릭터와 함께 캔들킵을 떠나 안전한 은신처로 향하기로 결정한다.

### 1장
그러나 캔들킵을 떠난 다음 날 밤, 일행은 매복하고 있었던 한 무리의 도적들에게 공격당한다. 플레이어 캐릭터를 어둠 속으로 피신시킨 고라이온은, 플레이어 캐릭터를 지키고자 수수께끼의 갑옷 형상을 한 사내에게 대항하다가 목숨을 잃고 만다. 플레이어 캐릭터는 곧 이모엔과 만난다. 그녀는 고라이온의 책상에서 여행에 관한 편지를 발견하고 일행을 몰래 뒤따라오고 있었던 것이다. 그녀는 자신 역시 고라이온이 살해당하는 장면을 목격했으며, 이제부터 플레이어 캐릭터와 함께 행동하겠다고 우긴다.
가장 가까운 도시인 캔들킵은 통행료로 진귀한 책을 요구하며 플레이어 캐릭터를 들여보내 주지 않고, 발더스 게이트는 도적떼의 습격을 두려워한 나머지 외부인에게 문을 닫아 걸어버린다. 안전을 위해 다른 모험가들과 함께 행동하기로 한 일행은, 철이 부족해진 원인을 알아내기 위해 철이 생산되는 나쉬켈 광산으로 향하고, 그 과정에서 어두운 음모를 조금씩 밝혀내기 시작한다.

### 2장
일행은 코볼드들이 광산의 철을 오염시키고 있었다는 사실을 밝혀낸다.

### 3장
나쉬켈 광산에서 발견된 문서를 읽어본 일행은, 광산 운영과 철을 약탈하고 다니는 도적들이 연관되어 있을지도 모른다는 의심을 갖게 된다. 마침내 일행은 도적들의 비밀 야영지에 도달하고, 그 곳에서 도적들이 실은 최근 세력을 급격히 확대하고 있는 비밀스러운 조직, 아이언 쓰론에게 고용된 용병들이있다는 것을 알아낸다.

### 4장
아이런 쓰론은 철 공급을 자신들의 군대가 독점함으로써 소드 코스트의 지배권을 차지할 속셈으로, 클락우드 숲 깊숙한 곳에 있는 광산에 약탈해온 철을 쌓아 놓았다. 플레이어 캐릭터가 클락우드 광산을 수몰시켜 용병들의 기지를 파괴한 뒤, 마침내 발더스 게이트가 안심하고 외부인들에게 문을 개방하게 된다. 플레이어 캐릭터는 발더스 게이트에서 아이언 쓰론의 지부를 공격할 수 있게 된다.

### 5장
발더스 게이트에 도착한 플레이어 캐릭터는 아이언 쓰론을 조사하기 위해서 플래이밍 피스트 경비대를 돕지만, 결정적인 증거를 찾지는 못한다.

### 6장
아이언 쓰론 지도자들의 모임을 정탐하기 위해 오랜만에 캔들킵으로 돌아온 플레이어 캐릭터는, 요새의 일부가 도플갱어들에게 점령당했다는 사실을 깨닫는다. 또한 플레이어 캐릭터는 코베라스라는 정체불명의 사내와 마주치게 되고, 그가 떠난 후 아이언 쓰론의 지도자들이 모두 살해당했다는 사실과 플레이어 캐릭터가 그들의 살해범으로 지목되었다는 것을 알게 된다. 유일한 탈출구는 수도원 지하의 묘지를 통과하는 것으로, 플레이어 캐릭터는 지하 묘지를 통과하여 발더스 게이트로 돌아간다.

### 7장
그러나 일이 더 꼬여서 플레이어 캐릭터는 플래이밍 피스트의 장교를 살해했다는 누명을 쓰게 된다. 결국 진실을 밝히고 갑옷 형상을 한 사내, 사레복이 꾸민 거대한 음모를 밝힐 때까지는 몸을 숨기고 수사를 진행할 수밖에 없게 된다. 사레복을 찾아다니는 과정에서 일행은 그가 사실은 플레이어 캐릭터의 배 다른 형제라는 것과, 그 둘 모두가 이미 죽은 살해의 신, 바알의 자식이라는 사실을 알게 된다. 플레이어 캐릭터가 가진 바알스폰들의 혈통은 그들의 과거에 대해 많은 것을 설명해 주었지만, 그들의 미래에 대해서는 오히려 무수한 의문점들을 만들어 낸다. 사레복의 계획에 있어서 아이언 쓰론은 그의 진의를 감추기 위한 허울에 불과했을 뿐, 그의 진정한 계획은 더욱 음흉했던 것으로 드러난다. 사레복은 정치와 자원을 조작하여 발더스 게이트와 남쪽의 앰 왕국간에 전쟁을 일으켜 대량 학살을 불러옴으로써, 새로운 살해의 군주가 되기 위한 제물로 삼으려고 했던 것이다. 결국 플레이어 캐릭터는 배 다른 형제 사레복을 죽이고, 그의 더럽혀진 영혼을 바알에게 돌려보낸다.

## 언론의 평가

### 비디오 게임지 리뷰 점수
| 출판물                  | 점수 |
| ----------------------- | ---- |
| 게임스팟                | 9.2  |
| IGN                     | 9.4  |
| 컴퓨터 게이밍 월드      | 4    |
| 컴퓨터 게임 매거진      | 5    |
| 일렉트릭 플레이그라운드 | 9    |
| 리뷰들의 통계           | 92%  |

《발더스 게이트》는 게임을 리뷰했던 모든 주요 컴퓨터 게임지로부터 호평을 받았다. 주요 게임지 중에서 가장 낮았던 점수는 컴퓨터 게이밍 월드가 준 5 점 만점의 4 점 이었다. 훗날 해당 출판사의 편집자들은 점수가 창피스러울 정도로 과소평가된 것이었다고 안타까워 하며, 해당 평론가가 뭔가 다른 속셈이 있지 않았겠는가 하는 의문을 제기했다.

### 수상 내역
- 1998년 올해의 게임

컴퓨터 게임즈 온라인 · 컴퓨터 게임즈 매거진 · 게임센터 독자의 선택 · 게임스 도메인 · IGN · 볼트 네트워크
- 1998년 올해의 롤플레잉 게임

아드레날린 볼트 · 컴퓨터 게임즈 온라인 · 컴퓨터 게이밍 월드 · 일렉트릭 게임즈 · 게임센터 · 게임센터 독자의 선택 · 게임스 도메인 · 게임스팟 · 게임스팟 독자의 선택 · IGN · PC 게이머 · 볼트 네트워크
어떤 이는 당시 고사되어가고 있었던 컴퓨터 롤플레잉 게임 장르를 《발더스 게이트》가 부활시켰다고 주장하기도 한다. 사실 1997년에 발매된 《폴아웃》이나 1996년에 발매되어 2백 5십만 카피를 팔아치운 액션 롤플레잉 게임 《디아블로》가 이미 컴퓨터 롤플레잉 게임에 대한 관심을 다시 불러일으켜 놓기는 했지만, 《발더스 게이트》는 어드밴스트 던전 앤 드래곤의 규칙을 컴퓨터 게임으로 성공적으로 이식한 작품이라는 데에 그 의의가 매우 크다.
게임이 성공함에 따라 확장팩과 후속작, 그리고 《발더스 게이트: 다크 얼라이언스》 시리즈 같은 외전들이 만들어졌다. 또한 어드밴스트 던전 앤 드래곤 규칙을 사용해 바이오웨어와 블랙아일 스튜디오가 개발하는 《플레인스케이프: 토먼트》(Planescape: Torment, 1999)나 《아이스윈드 데일》(Icewind Dale, 2000), 《아이스윈드 데일 II》(Icewind Dale II, 2002) 같은 게임들의 기준이 된 작품이기도 하다.

### 비평
발매 이후로 계속 평론가들의 칭송을 받고 있는 게임이기는 하지만, 게임을 즐기는 도중에 맞닥트리게 되는 몇 가지 작은 문제점들을 가지고 있다. 초기에 발매된 버전에서 가장 큰 문제가 되었던 것은 형편없는 길찾기 인공지능이었다. 비록 곧바로 바이오웨어가 성능이 약간 향상된 패치를 내 놓기는 했지만, 계속 앞뒤로 왔다갔다 하는 길찾기 인공지능은 게임 플레이를 불편하게 만들었다. 길찾기 인공지능의 경로 검색 횟수는 초기 버전에서는 4,000회였지만, 확장팩에서는 400,000회로 100배가 증가했다(속도를 높이기 위해 환경 설정 파일에서 이 수치를 변경할 수 있다).
게임의 그래픽은 발매 당시에는 등축 투영법으로 구현된 게임 중 최고라고 일컬어졌었지만, 해상도가 640×480으로 제한되어 있기 때문에 액정 디스플레이를 사용하는 요즘의 컴퓨터 디스플레이에서는 글을 읽거나 작은 그림을 식별하는데 어려움이 따른다. 이런 문제를 해결하기 위해 팬이 제작한 패치가 나왔으며, 이것을 사용하면 와이드 스크린 해상도를 포함한 더 높은 해상도에서 게임을 즐길 수 있다. 또 다른 팬들이 만든 모드인 BG1Tutu와 발더스 게이트 트릴로지(Baldur's Gate Trilogy)는 《발더스 게이트 II: 섀도우 오브 암》의 엔진을 사용하여 《발더스 게이트》를 구동시킴으로써 이러한 문제를 해결한다.
또한 던전 앤 드래곤 팬들은 게임이 어드밴스트 던전 앤 드래곤 규칙을 왜곡한 것을 비판했다. 그러나 이러한 왜곡은 던전 앤 드래곤의 충실한 팬이 아니고서는 일반적인 플레이 도중에는 거의 알아차리기 힘들다.

## 제작진
- 제작: Ray Muzyka
- 공동제작: Ray Muzyka, Greg Zeschuk
- 리드 디자이너: James Ohlen
- 디자인: Rob Bartel, Ross Gardner, Scott Greig, Matt Horvath, Lukas Kristjanson, Ray Muzyka, James Ohlen
- 리드 프로그래밍: Scott Greig
- 그래픽/3D 프로그래밍: Gilles Beauparlant
- 음악/사운드 프로그래밍: John Winski
- 각본/대사/스토리: Rob Bartel, Matt Horvath, Lukas Kristjanson, James Ohlen

## 평가
| 평가 |               |
| --- | ------------- |
| 통합 점수 통합사 점수 게임랭킹스 92% [ 10 ] 메타크리틱 91/100 [ 11 ] 평론 점수 평론사 점수 CGW [ 12 ] 게임스팟 9.2 out of 10 [ 13 ] IGN 9.4 out of 10 [ 14 ] 맥시멈 PC 9 out of 10 [ 15 ] PC 게이머 (US) 94/100 [ 16 ] Computer Games Strategy Plus [ 17 ] The Electric Playground 9 out of 10 [ 7 ] Next Generation [ 18 ] |               |
| 통합 점수 |               |
| 통합사 | 점수          |
| 게임랭킹스 | 92%           |
| 메타크리틱 | 91/100        |
| 평론 점수 |               |
| 평론사 | 점수          |
| CGW | [ 12 ]        |
| 게임스팟 | 9.2 out of 10 |
| IGN | 9.4 out of 10 |
| 맥시멈 PC | 9 out of 10   |
| PC 게이머 (US) | 94/100        |
| Computer Games Strategy Plus | [ 17 ]        |
| The Electric Playground | 9 out of 10   |
| Next Generation | [ 18 ]        |

## 참고

### 문헌
- 《발더스 게이트》 게임 매뉴얼, 1998